# 2008년 칸 영화제
제61회 칸 영화제는 2008년 5월 14일부터 2008년 5월 25일까지 열린 영화제이다. 프랑스 칸에서 개최되었다.

## 수상

### 황금종려상
- 클래스 - 로랑 캉테 수상

### 심사위원대상
- 고모라 - 마테오 가로네 수상

### 감독상
- 쓰리 몽키스 - 누리 빌게 제일란 수상

### 각본상
- 로나의 침묵 - 장 피에르 다르덴 수상

### 여우주연상
- 리냐 지 파시 - 월터 살레스 수상

### 남우주연상
- 체 2부 - 게릴라 - 베니시오 델 토로 수상

### 심사위원상
- 일 디보 - 파올로 소렌티노 수상

### 특별 언급
- 에브리바디 다이스 벗 미 - 발레리야 게이 게르마니카 수상

### 황금종려상(단편)
- 메가트론 - 마리안 크리산 수상

### 심사위원상(단편)
- 제리칸 - 줄리어스 에이버리 수상

### 대상(주목할만한 시선)
- 툴판 - 세르게이 드보르세보이 수상

### 심사위원상(주목할만한 시선)
- 도쿄 소나타 - 구로사와 기요시 수상

### 황금카메라상
- 헝거 - 스티브 맥퀸 수상

### 61주년 특별기념상
- 크리스마스 이야기 - 아르노 데스플레샹 수상

### 경쟁부문
- 동경 - 아톰 에고이안
- 눈먼 자들의 도시 - 페르난도 메이렐레스
- 델타 - 코냐 먼드루샤
- 24 시티 - 지아장커
- 새벽의 경계 - 필립 가렐
- 얼굴없는 여자 - 루크레시아 마르텔
- 사자굴 - 파블로 트라페로
- 마이 매직 - 에릭 쿠
- 팔레르모 슈팅 - 빔 벤더스
- 서비스 - 브릴얀테 멘도사
- 시네도키, 뉴욕 - 찰리 카우프만
- 체인질링 - 클린트 이스트우드
- 투 러버스 - 제임스 그레이
- 바시르와 왈츠를 - 아리 폴만

### 주목할 만한 시선
- 페스타 다 메니나 모르타 - 마데우스 나츠테르가엘레
- 애프터스쿨 - 안토니오 캠포스
- 무의식중 - 루벤 외스트룬드
- 조니 매드 독 - 장-스테파네 소바르
- 라 비에 모데르네 - 레이몽 드파르동
- 나쁜 놈들 - 아마트 에스칼란테
- 이 바다의 소금 - 아네마리 야씨르
- 오슬로의 이상한 밤 - 벤트 해머
- 오션 플레임 - 유분두
- 소이 카우보이 - 토머스 클레이
- 마디아 감옥가다 - 몽-홍 청
- 도쿄! - 봉준호
- 타이슨 - 제임스 토백
- 로스트 랜드: 공룡 왕국 - 피에르 슐러
- 웬디와 루시 - 켈리 레이차트
- 우리도 사랑한다 - 안드레아스 드레센

### 비경쟁부문
- 인디아나 존스: 크리스탈 해골의 왕국 - 스티븐 스필버그
- 쿵푸 팬더 - 마크 오스본 외 1명
- 축구의 신: 마라도나 - 에미르 쿠스투리차
- 서베일런스 - 제니퍼 챔버스 린치
- 추격자 - 나홍진
- 좋은 놈, 나쁜 놈, 이상한 놈 - 김지운
- 내 남자의 아내도 좋아 - 우디 알렌
- 왓 저스트 해펀드? - 베리 레빈슨

### 심야상영
- 추격자 - 나홍진

### 특별상영
- 동사서독 리덕스 - 왕가위
- 재판 - 다니엘 르콩트
- 첼시 온 더 록스 - 아벨 페라라
- 오브 타임 앤 더 시티 - 테렌스 데이비스
- 로만 폴란스키 - 원티드 앤 디Ᏼ - 마리나 제노비치
- 와일드 블러드 - 마르코 튤리오 지오르데이너
- 세번째 물결 - 앨리슨 톰슨

### 시네파운데이션
- 어거스트 15th - Jiang Xuan
- 블라인드 스팟 - 요한나 베시에르 외 다수
- 왓치 - 마르코 베르거
- And I'll Keep In My Heart - 윤성아
- FORBACH - 클레르 뷔르게
- 디 아더 데이 인 이든 - 얀 스펙켄바흐
- 앤썸 - 앨라드 케이단
- 일루전 드웰러스 - 롭 엘렌더
- 인테리어. 블록 오브 플래츠 홀웨이 - 시프리언 알렉산드레스쿠
- 로드마커스 - 유오 쿠오스마넨
- NAUS - 루카스 글라저
- 사운드 앤 더 레스트 - Andre Lavaquial
- 사일런스 - 하다르 모라그
- 스톱 - 박재옥
- 더 메이드 - 헤이디 사만
- 테드와 앨리스 이야기 - 테레사 튜니

### 단편 경쟁부문
- 411-Z - 다니엘 에르델리
- 굿 트립 - Javier Palleiro 외 1명
- DE MOINS EN MOINS - 멜라니 로렌트
- 욕망 - 마리 베니토
- 러브 유 모어 - 샘 테일러-존슨
- 마이 래빗 호피 - 안소니 루카스
- 투 버드 - 루나 루나슨